# Qualtrics
Qualtrics — американская компания по управлению опытом со штаб-квартирами в Сиэтле, штат Вашингтон, и в Прово, штат Юта, США. Компания была основана в 2002 году Скоттом М. Смитом, Райаном Смитом, Джаредом Смитом и Стюартом Оргиллом. Qualtrics предлагает облачную программную платформу по подписке для управления опытом, которую она запустила в марте 2017 года.
11 ноября 2018 г. было объявлено, что Qualtrics будет приобретена SAP за 8 миллиардов долларов США. Приобретение было завершено 23 января 2019 г. 26 июля 2020 г. SAP объявила о своем намерении сделать Qualtrics публичной, а 28 января 2021 г. Qualtrics начала торги на Nasdaq. В марте 2023 года группа инвесторов во главе с частной инвестиционной компанией Silver Lake согласилась сделать Qualtrics частной.

## История
В 2012 году компания получила 70 миллионов долларов инвестиций серии A от Sequoia Capital и Accel. Это была крупнейшая совместная инвестиция этих двух фирм на тот день. В сентябре 2014 года две фирмы вернулись к финансированию серии B во главе с Insight Partners на сумму 150 миллионов долларов, что является рекордом для компании из Юты, и оценили компанию в 1 миллиард долларов.
19 октября 2018 года Qualtrics подала заявление о регистрации S-1 с намерением получить валовую выручку в размере 200 миллионов долларов США посредством первичного публичного предложения (IPO) своих акций класса B. В то время у компании было 9000 клиентов по всему миру. Компания должна была быть зарегистрирована на бирже NASDAQ под тикером «XM» из-за их флагманского продукта для управления опытом, платформой Qualtrics XM. Планы IPO были отменены, когда в ноябре 2018 года было объявлено, что Qualtrics будет приобретена SAP (NYSE: SAP).
В 2020 году Qualtrics получила звание «Лидер» на Gartner’s Magic Quadrant в категории «Мнение клиента», звание «лидера» в рейтинге Forrester «Опыт сотрудников для предприятий» и высший рейтинг в категории «Управление опытом» G2. В 2016 г. Qualtrics заняла 12-е место в списке Forbes Cloud 100, переместилась на 6-е место в 2017 г. В марте 2020 г. платформа Qualtrics CoreXM была названа золотым призёром 2020 г. номинация «Прикладные технологии».
В мае 2016 года Qualtrics приобрела стартап статистического анализа Statwing за нераскрытую сумму. Statwing была компанией из Сан-Франциско, которая создала программное обеспечение для расширенного статистического анализа. В апреле 2018 года фирма приобрела Delighted за нераскрытую сумму. На момент приобретения у компании Delighted было более 1500 клиентов.
В ноябре 2018 года SAP объявила о намерении приобрести Qualtrics. SAP приобрела все находящиеся в обращении акции Qualtrics за 8 миллиардов долларов США за наличные. SAP получила финансирование в размере 7 миллиардов евро. На момент объявления приобретение Qualtrics было второй по величине покупкой SAP за всю историю после приобретения компании Concur за 8,3 миллиарда долларов в 2014 году. Приобретение было официально закрыто 23 января 2019 года.
26 июля 2020 года SAP объявила о своем намерении сделать Qualtrics публичной посредством IPO в США. По данным SAP, решение о публичном размещении было принято из-за производительности Qualtrics с момента приобретения: рост облачных вычислений в 2019 году превысил 40 процентов. Заявленное намерение SAP состоит в том, чтобы остаться мажоритарным акционером. Патрик Мурхед, основатель и главный аналитик Moor Insight & Strategy, признавая, что выделение имеет финансовый смысл в связи с рыночными условиями, также считает, что имело место столкновение корпоративной культуры. По его мнению, SAP не сможет сосуществовать с более молодыми и проворными Qualtrics. 8 января 2021 года Qualtrics начала торговаться на Nasdaq по цене 41,85 доллара за акцию. Достигнув через неделю внутридневного максимума выше 57 долларов, акции перешли в торговый диапазон примерно от 30 до 40 долларов до конца первой половины 2021 года. По состоянию на июнь 2022 года акции упали до 12,71 доллара и в целом колебались около 13,25 долларов.
11 января 2021 года технические отраслевые СМИ сообщили, что Брэд Андерсон, высокопоставленный руководитель Microsoft, уходит в Qualtrics.
В мае 2022 года Qualtrics объявила, что они запустят облачную инфраструктуру Amazon Web Services (AWS) в Лондоне во второй половине 2022 года. Клиенты Qualtrics смогут получить доступ к платформе Qualtrics XM/OS локально через регион AWS London. Кроме того, Qualtrics объявила об открытии лондонского офиса и центра обслуживания клиентов.
В марте 2023 года группа инвесторов, включая частную инвестиционную компанию Silver Lake, CPP Investment Board и соучредителя Райана Смита, согласилась купить Qualtrics у SAP в рамках сделки за наличные на сумму 12,5 миллиардов долларов.

## Управление опытом
Qualtrics запустила свою платформу управления опытом в марте 2017 года. Управление опытом — это практика разработки и улучшения продуктов, услуг и опыта для предприятий и других организаций.